# アファ・アモサ
アファ・アモサ（Afa Amosa、1990年10月11日 - ）は、プロD2アヴィロン・バイヨネに所属するラグビー選手。

## プロフィール
- サモア・ヘンダーソン出身。
- ポジションはナンバーエイト(No8)。
- 身長 191cm、体重 112kg
- サモア代表キャップは4(2021年8月現在）でラグビーワールドカップ2019のサモア代表に選ばれた[1]。

## 略歴
ビズカイア・ゲルニカ、USコロミエ、ラ・ロシェル、ボルドーを経て、2021年、バイヨンヌに加入。